# またと見出しがたい議会

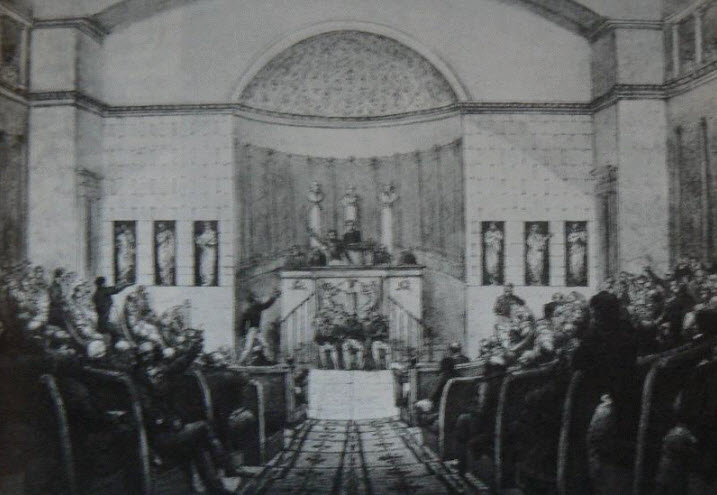
またと見出しがたい議会の代議員たち

またと見出しがたい議会（またとみいだしがたいぎかい、仏: Chambre introuvable, 英: Unobtainable chamber）は、1815年の第二次フランス復古王政のときに最初に選挙された議会である。この議会はユルトラ（超王党派）と呼ばれる、フランス革命の成果の容認を完全に拒絶する王党派によって占められていた。「またと見出しがたい議会」という名前はルイ18世による。

## 概要
1815年8月14日に行われた、制限選挙と白色テロの下での選挙の結果、ユルトラが大多数となった。402議席中350がユルトラであった。またと見出しがたい議会は1815年10月7日に初めて召集された。それは貴族と聖職者の支持のもとの熱狂によって性格づけられ、アンシャンレジームの再建を目指していた。またと見出しがたい議会は軍事法廷（military provost-marshal courts）の設立と、ルイ16世を処刑した国民公会のメンバー全員の追放に投票した。ルイ18世はフランス社会に高まる不満、さらに1815年から首相を務めるリシュリュー公の支援者、占領軍の英国人司令官ウェリントン公、ロシア帝国大使、ポッツォ・ディ・ボルゴと格闘していた。そして1816年9月5日に議会を解散した。
次の選挙ではユルトラは、より自由主義的な「ドクトリネル」（Doctrinaires）に一時的にとってかわられた。彼らは革命の遺産と王政との調整を試みようとした。
ヴィレール伯の政権下、1823年12月にユルトラは議会の多数派に復帰し、「回復されし議会」(Chambre retrouvée) と、「またと見出しがたい議会」を引き合いに呼ばれた。